# Међународни аеродром Хонолулу
Међународни аеродром Хонолулу (IATA: HNL, ICAO: PHNL)  главни је и највећи аеродром на Хавајима.  Налази се 4,8 км северозападно од центра Хонолулуа. Аеродром се простире на 1708 ха, више од 1% земље Оахуа. 

## Објекти
Аеродром има четири главне писте на којима ради заједно са суседном базом ваздухопловних снага Хикам.  Главна писта означена 8Р/26Л, позната и као Рееф Рунваи, била је прва велика писта на свету изграђена у потпуности на мору. Завршена 1977. године, Рееф Рунваи је била одређена алтернативна локација за слетање спејс шатла .
Поред четири поплочане писте, Међународни аеродром Даниел К. Иноуие има два одређена приобална водна пута означена 8В/26В и 4В/22В за коришћење хидроавиона .

## Авиокомпаније и дестинације

### Путнички
| Airlines | Destinations |
| --- | --- |
| Air Canada | Vancouver Seasonal: Toronto–Pearson |
| [ 5 ] | Air New Zealand |
| Auckland | [ 6 ] |
| Alaska Airlines | Anchorage, Los Angeles (ends March 19, 2025), Ontario (begins June 12, 2025), Portland (OR) (ends June 12, 2025), San Diego (ends June 12, 2025), San Francisco (ends March 19, 2025), San Jose (CA) (ends March 19, 2025), Seattle/Tacoma Seasonal: Everett |
| [ 9 ] | All Nippon Airways |
| Tokyo–Haneda, Tokyo–Narita | [ 10 ] |
| American Airlines | Dallas/Fort Worth, Los Angeles, Phoenix–Sky Harbor |
| [ 11 ] | Asiana Airlines |
| Seoul–Incheon | [ 12 ] |
| Delta Air Lines | Atlanta, Detroit, Los Angeles, Minneapolis/St. Paul, New York–JFK, Salt Lake City, Seattle/Tacoma, Tokyo–Haneda Seasonal: Boston |
| [ 15 ] | Fiji Airways |
| Apia, Kiritimati, Nadi | [ 16 ] [ 17 ] |
| Hawaiian Airlines | Austin (ends March 26, 2025), Boston, Fukuoka, Hilo, Kahului, Kailua-Kona, Las Vegas, Lihue, Long Beach, Los Angeles, New York–JFK, Oakland, Ontario (ends June 11, 2025), Osaka–Kansai, Pago Pago, Papeete, Phoenix–Sky Harbor, Portland (OR), Rarotonga, Sacramento, Salt Lake City, San Diego, San Francisco, San Jose (CA), Seattle/Tacoma, Seoul–Incheon, Sydney, Tokyo–Haneda, Tokyo–Narita (ends May 11, 2025) Seasonal: Auckland |
| [ 23 ] | Japan Airlines |
| Nagoya–Centrair, Osaka–Kansai, Tokyo–Haneda, Tokyo–Narita                                                                                | [ 24 ] |
| Jetstar | Melbourne (ends April 30, 2025), Sydney |
| [ 26 ] | Korean Air |
| Seoul–Incheon | [ 27 ] |
| Mokulele Airlines | Kalaupapa, Kapalua, Lanai, Molokai |
| [ 28 ] | Philippine Airlines |
| Manila | [ 29 ] |
| Qantas | Melbourne (begins May 1, 2025), Sydney |
| [ 31 ] | Southwest Airlines |
| Hilo, Kahului, Kailua-Kona, Las Vegas, Lihue, Long Beach, Los Angeles, Oakland, Phoenix–Sky Harbor, Sacramento, San Diego, San Jose (CA) | [ 32 ] |
| United Airlines | Chicago–O'Hare, Chuuk, Denver, Guam, Houston–Intercontinental, Kosrae, Kwajalein, Los Angeles, Majuro, Newark, Pohnpei, San Francisco, Washington–Dulles |
| [ 33 ] | WestJet |
| Calgary, Vancouver Seasonal: Edmonton | [ 34 ] |
| Zipair Tokyo | Tokyo–Narita |
| [ 35 ] | |

### Карго
| Airlines              | Destinations |
| --------------------- | --- |
| Aloha Air Cargo       | Hilo, Kahului, Kailua-Kona, Lihue, Los Angeles, Seattle/Tacoma                                                         |
| Amazon Air            | Ontario, Portland (OR), Riverside/March Air Base                                                                       |
| Asia Pacific Airlines | Guam, Kiritimati, Kwajalein, Majuro, Pago Pago, Pohnpei                                                                |
| Atlas Air             | Auckland, Chicago–O'Hare, Los Angeles, Melbourne, Mexico City–AIFA, Seoul–Incheon, Sydney                              |
| Corporate Air         | Kalaupapa, Kapalua, Lanai, Lihue, Molokai, Waimea                                                                      |
| DHL Aviation          | Cincinnati, Fairfield, Fussa–Yokota, Kadena, Los Angeles, Osan, Singapore, Sydney                                      |
| FedEx Express         | Auckland, Guangzhou, Los Angeles, Memphis, Oakland, Ontario, Osaka–Kansai, Singapore, Sydney                           |
| Kalitta Air           | Los Angeles |
| Qantas Freight        | Auckland, Los Angeles, Melbourne, Sydney                                                                               |
| Transair              | Hilo, Kahului, Kailua-Kona, Lanai, Lihue, Molokai, Waimea                                                              |
| UPS Airlines          | Guam, Hong Kong, Kahului, Kailua-Kona, Long Beach, Louisville, Ontario, Phoenix, San Bernardino, Seoul–Incheon, Sydney |

## Саобраћај и статистика

### Топ дестинације
| Ранг | Цити                       | Путници   | Носачи                                                  |
| ---- | -------------------------- | --------- | ------------------------------------------------------- |
| 1    | Лос Анђелес, Калифорнија   | 1,160,000 | Аљаска, Америка, Делта, Хавајска, Југозападна, Јунајтед |
| 2    | Кахулуи, Хаваји            | 1,097,000 | Хавајски, југозапад                                     |
| 3    | Лихуе, Хаваји              | 757.000   | Хавајски, југозапад                                     |
| 4    | Каилуа-Кона, Хаваји        | 733.000   | Хавајски, југозапад                                     |
| 5    | Хило, Хаваји               | 638.000   | Хавајски, југозапад                                     |
| 6    | Сан Франциско, Калифорнија | 602.000   | Аљаска, Хаваји, Јунајтед                                |
| 7    | Сијетл/Такома, Вашингтон   | 503.000   | Аљаска, Делта, Хавајски                                 |
| 8    | Лас Вегас, Невада          | 356.000   | Хавајски, југозапад                                     |
| 9    | Феникс, Аризона            | 267.000   | амерички, хавајски, југозападни                         |
| 10   | Сан Дијего, Калифорнија    | 263.000   | Аљаска, Хаваји, југозапад                               |

| Ранг | Цити                        | Путници | Носачи                                       |
| ---- | --------------------------- | ------- | -------------------------------------------- |
| 1    | Токио-Ханеда, Јапан         | 452,472 | Сви Ниппон Аирваис, Хаваииан, Јапан Аирлинес |
| 2    | Токио – Нарита, Јапан       | 422,706 | Сви Ниппон Аирваис, Хаваииан, Јапан Аирлинес |
| 3    | Сеул – Инчеон, Јужна Кореја | 417,742 | Асиана Аирлинес, Хаваииан, Кореан Аирлинес   |
| 4    | Сиднеј, Аустралија          | 346,916 | Хавајски, Јетстар, Кантас                    |
| 5    | Ванкувер, Канада            | 304,441 | Аир Цанада, ВестЈет                          |
| 6    | Окланд, Нови Зеланд         | 132,670 | Аир Нев Зеаланд, Хаваииан                    |
| 7    | Осака — Кансаи, Јапан       | 125,728 | Хаваииан, Јапан Аирлинес                     |
| 8    | Манила, Филипини            | 109,280 | Пхилиппине Аирлинес                          |
| 9    | Мелбурн, Аустралија         | 60,936  | Јетстар                                      |
| 10   | Калгари, Канада             | 35,399  | ВестЈет                                      |

### Тржишни удео авио-компанија
| Ранг | Аирлине            | Путници   | Схаре  |
| ---- | ------------------ | --------- | ------ |
| 1    | Хаваииан Аирлинес  | 7,952,000 | 45,86% |
| 2    | Соутхвест Аирлинес | 3,051,000 | 17,60% |
| 3    | Унитед Аирлинес    | 2,624,000 | 15,14% |
| 4    | Делта Аирлинес     | 1,417,000 | 8,17%  |
| 5    | Аласка Аирлинес    | 1,132,000 | 7,10%  |
| –    | Остало             | 1,063,000 | 6,13%  |

### Годишњи промет
| Year | Passengers | Year | Passengers | Year | Passengers | Year | Passengers |
| ---- | ---------- | ---- | ---------- | ---- | ---------- | ---- | ---------- |
| 1991 | 22,224,594 | 2001 | 20,151,935 | 2011 | 17,991,497 | 2021 | 12,064,992 |
| 1992 | 22,608,188 | 2002 | 19,749,902 | 2012 | 19,291,412 | 2022 | 18,346,044 |
| 1993 | 22,061,953 | 2003 | 18,690,888 | 2013 | 19,776,751 | 2023 | 21,188,678 |
| 1994 | 22,995,976 | 2004 | 19,334,674 | 2014 | 19,972,910 |      |            |
| 1995 | 23,672,894 | 2005 | 20,179,634 | 2015 | 19,869,707 |      |            |
| 1996 | 24,326,737 | 2006 | 20,266,686 | 2016 | 19,950,125 |      |            |
| 1997 | 23,880,346 | 2007 | 21,517,476 | 2017 | 21,232,359 |      |            |
| 1998 | 22,636,354 | 2008 | 18,809,103 | 2018 | 21,145,521 |      |            |
| 1999 | 22,560,399 | 2009 | 18,171,937 | 2019 | 21,870,691 |      |            |
| 2000 | 23,027,674 | 2010 | 18,443,873 | 2020 | 6,656,825  |      |            |